# Формула 1 — сезона 1983
34. сезона Формуле 1 је одржана 1983. године од 13. марта до 15. октобра. Вожено је 15 трка. Нелсон Пике је освојио возачки наслов првака, свој други у каријери и први наслов који је неко освојио са турбо мотором. Ферари је освојио конструкторски наслов првака.
Ова сезона је остала упамћена и по томе што је била задња у којој се возила Трка шампиона на Брендс Хечу (енг. Brands Hatch). Победу на тој трци је однео Кеке Розберг у Вилијамсу.